# Sites funéraires et mémoriels de la Première Guerre mondiale (Front Ouest)
Cet article établit la liste des sites funéraires et mémoriels de la Première Guerre mondiale (Front Ouest) en France et en Belgique, inscrits sur la liste du patrimoine mondial de l'UNESCO depuis le 20 septembre 2023.

## Historique
L’élaboration du dossier de candidature des sites funéraires et mémoriels de la Première Guerre mondiale de Belgique et de France se déroula entre 2011 et 2017. Cette candidature suscita des débats, et la demande de classement fut ajournée par l'UNESCO, en 2018. Le refus du Comité du patrimoine mondial révélait la difficulté voire inconcevabilité pour l'institution de valoriser un patrimoine négatif.
Après un réexamen du dossier porté par la Belgique avec le soutien de la France, la 45e session élargie du Comité du patrimoine mondial a décidé d’inscrire, le 20 septembre 2023, 139 sites funéraires et mémoriels français, allemands, belges, américains et du Commonwealth de la Première Guerre mondiale, répartis en France (96 sites dans les Hauts-de-France, en Île-de-France et dans le Grand Est) et en Belgique (43 sites en Flandre et en Wallonie) sur la liste du patrimoine mondial de l’UNESCO.

## Sites funéraires et mémoriels de Belgique

### Province de la Flandre occidentale
| Commune               | Cimetière                                                                                              | Nationalité                                   | Inhumations | Date de création | Coordonnées                      | Illustration |
| --------------------- | --- | --------------------------------------------- | ----------- | ---------------- | -------------------------------- | ------------ |
| Alveringem            | Cimetière militaire belge d'Oeren                                                                      | Belgique                                      | ----        |                  | 51° 01′ 27″ nord, 2° 42′ 16″ est |              |
| Dixmude               | Cimetière militaire allemand de Vladslo                                                                | Allemagne                                     | 25 644      |                  | 51° 04′ 14″ nord, 2° 55′ 45″ est |              |
| Dixmude               | Crypte de la Tour de l'Yser                                                                            | Belgique                                      | ----        | 1930             | 51° 01′ 56″ nord, 2° 51′ 13″ est |              |
| Heuvelland            | Ossuaire français du Mont Kemmel                                                                       | France                                        | 5 294       | 1920             | 50° 46′ 44″ nord, 2° 48′ 28″ est |              |
| Heuvelland            | Cimetière militaire de Spanbroekmolen                                                                  | Royaume-Uni                                   | 58          | 1917             | 50° 46′ 42″ nord, 2° 52′ 01″ est |              |
| Heuvelland            | Cimetière militaire Lone Tree                                                                          | Royaume-Uni                                   | 88          | 1917             | 50° 46′ 28″ nord, 2° 51′ 42″ est |              |
| Houthulst             | Cimetière militaire belge d'Houthulst                                                                  | Belgique                                      | 1 732       | 1918             | 50° 58′ 00″ nord, 2° 56′ 54″ est |              |
| Langemark-Poelkapelle | Cimetière militaire allemand de Langemark                                                              | Allemagne                                     | 44 304      |                  | 50° 55′ 13″ nord, 2° 55′ 00″ est |              |
| Langemark-Poelkapelle | Mémorial de Saint-Julien (Monument national canadien The Brooding Soldier)                             | Canada                                        | ----        |                  | 50° 53′ 59″ nord, 2° 56′ 26″ est |              |
| Messines              | Parc irlandais de la paix (Island of Ireland Peace Tower)                                              | Irlande                                       | ----        | 1998             | 50° 45′ 35″ nord, 2° 53′ 41″ est |              |
| Nieuport              | Monument aux disparus du Commonwealth "Nieuport Memorial"                                              | Royaume-Uni                                   | -----       | 1928             | 51° 08′ 13″ nord, 2° 45′ 20″ est |              |
| Poperinge             | Cimetière militaire du Commonwealth "Lijssenthoek Military Cemerery"                                   | Royaume-Uni Canada Australie Nouvelle-Zélande | 9 901       | 1914             | 50° 49′ 46″ nord, 2° 42′ 04″ est |              |
| Ypres                 | Cimetière militaire du Commonwealth "Essex farm Cemetery"                                              | Royaume-Uni                                   | 1 100       | 1915             | 50° 51′ 27″ nord, 2° 59′ 26″ est |              |
| Ypres                 | Cimetière militaire du Commonwealth " Welsh Cemetery (Caesar's Nose)"                                  | Royaume-Uni                                   | 68          | 1917             | 50° 53′ 12″ nord, 2° 52′ 55″ est |              |
| Ypres                 | Cimetière militaire du Commonwealth " No Man's Cot Cemetery"                                           | Royaume-Uni                                   | 79          | 1917             | 50° 53′ 02″ nord, 2° 53′ 36″ est |              |
| Ypres                 | Cimetière militaire du Commonwealth " Track X Cemetery"                                                | Royaume-Uni                                   | 143         | 1917             | 50° 52′ 41″ nord, 2° 54′ 41″ est |              |
| Ypres                 | Cimetière militaire du Commonwealth "Buff's Road Cemetery"                                             | Royaume-Uni                                   | 289         | 1917             | 50° 52′ 36″ nord, 2° 54′ 59″ est |              |
| Ypres                 | Nécropole nationale française de Saint Charles de Potyze                                               | France                                        | 4 209       | 1914             | 50° 51′ 47″ nord, 2° 55′ 35″ est |              |
| Ypres                 | Porte de Menin (Monument aux disparus du Commonwealth)                                                 | Royaume-Uni                                   | ----        | 1927             | 50° 51′ 07″ nord, 2° 53′ 28″ est |              |
| Ypres                 | Cimetière militaire du Commonwealth "Bedford House Cemetery"                                           | Royaume-Uni                                   | 5 144       | 1914             | 50° 49′ 43″ nord, 2° 53′ 26″ est |              |
| Ypres                 | Cimetière militaire du Commonwealth "Larch Wood Cemetery"                                              | Royaume-Uni                                   | 857         | 1915             | 50° 49′ 40″ nord, 2° 55′ 25″ est |              |
| Ypres                 | Cimetière militaire du Commonwealth " Woods Cemetery"                                                  | Royaume-Uni Canada                            | 326         | 1917             | 50° 49′ 21″ nord, 2° 54′ 56″ est |              |
| Ypres                 | Cimetière militaire du Commonwealth " 1st D.C.L.I. Cemetery, The Bluff"                                | Royaume-Uni                                   | 76          | 1916             | 50° 49′ 15″ nord, 2° 54′ 47″ est |              |
| Ypres                 | Hedge Row Trench Cemetery                                                                              | Royaume-Uni                                   | 98          | 1915             | 50° 49′ 10″ nord, 2° 54′ 49″ est |              |
| Zonnebeke             | Cimetière militaire britannique de Tyne Cot et monument aux disparus du Commonwealth Tyne Cot Memorial | Royaume-Uni                                   | 11 952      | 1917             | 50° 53′ 14″ nord, 2° 59′ 57″ est |              |
| Zonnebeke             | Cimetière militaire du Commonwealth ''Polygon Wood Cemetery''                                          | Royaume-Uni                                   | 108         | 1914             | 50° 51′ 27″ nord, 2° 59′ 26″ est |              |
| Zonnebeke             | Cimetière militaire du Commonwealth ''Buttes New British Cemetery''                                    | Royaume-Uni Australie                         | 2 108       | 1917             | 50° 51′ 21″ nord, 2° 59′ 30″ est |              |

### Province du Hainaut
| Commune          | Cimetière | Nationalité                  | Inhumations | Date de création | Coordonnées                      | Illustration |
| ---------------- | --- | ---------------------------- | ----------- | ---------------- | -------------------------------- | ------------ |
| Comines-Warneton | Cimetière militaire du Commonwealth "Hyde Park Corner Cemetery"                                                               | Royaume-Uni                  | 87          | 1915             | 50° 44′ 15″ nord, 2° 52′ 50″ est |              |
| Comines-Warneton | Cimetière militaire et monument aux disparus du Commonwealth, Berks Cemetery Extension et Ploegsteert Memorial to the Missing | Royaume-Uni                  | 11 402      | 1937             | 50° 44′ 15″ nord, 2° 52′ 59″ est |              |
| Comines-Warneton | Cimetière militaire Strand (Strand Military Cemetery)                                                                         | Royaume-Uni                  | 1 159       | 1914             | 50° 43′ 58″ nord, 2° 52′ 51″ est |              |
| Comines-Warneton | Cimetière militaire du Commonwealth "Prowse Point Military Cemetery"                                                          | Royaume-Uni Nouvelle-Zélande | 243         |                  | 50° 44′ 38″ nord, 2° 53′ 57″ est |              |
| Comines-Warneton | Cimetière militaire du Commonwealth "Mud Corner Cemetery"                                                                     | Royaume-Uni                  | 85          | 1917             | 50° 44′ 32″ nord, 2° 53′ 53″ est |              |
| Comines-Warneton | Cimetière militaire du Commonwealth "Toronto Avenue Cemetery"                                                                 | Royaume-Uni                  | 78          | 1917             | 50° 44′ 26″ nord, 2° 53′ 58″ est |              |
| Comines-Warneton | Cimetière militaire du Commonwealth "Ploegsteert Wood Military Cemetery"                                                      | Royaume-Uni                  | 164         | 1914             | 50° 44′ 13″ nord, 2° 54′ 00″ est |              |
| Comines-Warneton | Cimetière militaire du Commonwealth "Rifle House Cemetery"                                                                    | Royaume-Uni                  | 230         | 1914             | 50° 44′ 09″ nord, 2° 54′ 04″ est |              |
| Mons             | Cimetière militaire germano-britannique de Saint-Symphorien                                                                   | Royaume-Uni Allemagne        | 513         | 1914             | 50° 25′ 58″ nord, 4° 00′ 33″ est |              |

### Province de Liège
| Commune | Cimetière                      | Nationalité                               | Inhumations | Date de création | Coordonnées                      | Illustration |
| ------- | ------------------------------ | ----------------------------------------- | ----------- | ---------------- | -------------------------------- | ------------ |
| Ans     | Fort de Loncin                 | Belgique                                  | 550         | 1914             | 50° 40′ 29″ nord, 5° 29′ 31″ est |              |
| Liège   | Carrés militaires de Robermont | Belgique France Italie Royaume-Uni Russie | 1000        | 1914             | 50° 27′ 55″ nord, 5° 36′ 46″ est |              |

### Province de Luxembourg
| Commune  | Cimetière                                          | Nationalité      | Inhumations | Date de création | Coordonnées                      | Illustration |
| -------- | -------------------------------------------------- | ---------------- | ----------- | ---------------- | -------------------------------- | ------------ |
| Tintigny | Cimetière militaire français du Plateau            | France           |             |                  | 49° 44′ 14″ nord, 5° 28′ 51″ est |              |
| Tintigny | Cimetière militaire français de l'Orée de la Forêt | France           | 1917        |                  | 49° 43′ 47″ nord, 5° 28′ 57″ est |              |
| Tintigny | Cimetière militaire franco-allemand du Radan       | France Allemagne | 825         | 1917             | 49° 39′ 54″ nord, 5° 30′ 48″ est |              |

### Province de Namur
| Commune         | Cimetière                                      | Nationalité | Inhumations | Date de création | Coordonnées                      | Illustration |
| --------------- | ---------------------------------------------- | ----------- | ----------- | ---------------- | -------------------------------- | ------------ |
| Fosses-la-Ville | Cimetière militaire français de la Belle Motte | France      | 4 057       | 1917             | 50° 24′ 15″ nord, 4° 36′ 06″ est |              |
| Sambreville     | Enclos des fusillés à Tamines                  | Belgique    | 383         | 1914             | 50° 25′ 53″ nord, 4° 31′ 51″ est |              |

## Sites funéraires et mémoriels de France

### Grand Est

#### Ardennes
| Commune           | Cimetière                                              | Nationalité      | Inhumations | Date de création | Coordonnées                      | Illustration |
| ----------------- | ------------------------------------------------------ | ---------------- | ----------- | ---------------- | -------------------------------- | ------------ |
| Apremont          | Monument allemand                                      | Allemagne        |             |                  | 49° 15′ 21″ nord, 4° 58′ 05″ est |              |
| Sedan             | Monument allemand                                      | Allemagne        |             |                  | 49° 42′ 43″ nord, 4° 56′ 16″ est |              |
| Vouziers Chestres | Monument allemand et français                          | Allemagne France |             |                  | 48° 23′ 49″ nord, 4° 43′ 39″ est |              |
| Vrigne-Meuse      | Carré militaire français des morts du 11 novembre 1918 | France           |             |                  | 49° 42′ 06″ nord, 4° 50′ 35″ est |              |

#### Marne
| Commune                                   | Cimetière                                                                      | Nationalité              | Inhumations | Date de création | Coordonnées                      | Illustration |
| ----------------------------------------- | ------------------------------------------------------------------------------ | ------------------------ | ----------- | ---------------- | -------------------------------- | ------------ |
| Aubérive                                  | Nécropole nationale d'Aubérive Cimetière militaire allemand Cimetière Polonais | France Allemagne Pologne |             |                  | 49° 11′ 36″ nord, 4° 22′ 04″ est |              |
| Chambrecy                                 | Cimetière militaire italien de Bligny                                          | Italie                   | 6 815       | 1918             | 49° 11′ 22″ nord, 3° 50′ 26″ est |              |
| Dormans                                   | Mémorial des batailles de la Marne                                             | France                   | ----        | 1931             | 49° 04′ 17″ nord, 3° 38′ 49″ est |              |
| Mondement-Montgivroux                     | Monument national de la Victoire de la Marne                                   | France                   |             |                  | 48° 47′ 12″ nord, 4° 46′ 31″ est |              |
| Saint-Hilaire-le-Grand                    | Cimetière militaire russe de Saint-Hilaire-le-Grand                            | Russie                   | 490         | 1916             | 49° 09′ 32″ nord, 4° 23′ 57″ est |              |
| Souain-Perthes-les-Hurlus                 | Nécropole nationale La ferme des Wacques                                       | France                   | 147         | 1919             | 49° 11′ 18″ nord, 4° 32′ 17″ est |              |
| Souain-Perthes-les-Hurlus                 | Nécropole nationale de l'Opéra                                                 | France                   | 144         |                  | 49° 11′ 30″ nord, 4° 33′ 20″ est |              |
| Souain-Perthes-les-Hurlus                 | Aux Morts des Armées de Champagne (Ossuaire français de Navarin)               | France                   |             |                  | 49° 10′ 57″ nord, 4° 30′ 37″ est |              |
| Souain-Perthes-les-Hurlus                 | Monument ossuaire de la Légion étrangère                                       | France                   | 128         |                  | 49° 11′ 48″ nord, 4° 33′ 58″ est |              |
| Vienne-le-Château                         | Nécropole nationale de La Harazée                                              | France                   | 1 673       |                  | 49° 11′ 45″ nord, 4° 54′ 59″ est |              |
| Vienne-le-Château Saint-Thomas-en-Argonne | Nécropole nationale de Saint-Thomas-en-Argonne                                 | France                   | 8 173       | 1924             | 49° 12′ 02″ nord, 4° 53′ 19″ est |              |

#### Meurthe-et-Moselle
| Commune                | Cimetière                                                                                   | Nationalité | Inhumations | Date de création | Coordonnées                      | Illustration |
| ---------------------- | ------------------------------------------------------------------------------------------- | ----------- | ----------- | ---------------- | -------------------------------- | ------------ |
| Gerbéviller            | Nécropole nationale de Gerbéviller                                                          | France      | 2 167       | 1918             | 48° 29′ 49″ nord, 6° 31′ 10″ est |              |
| Pierrepont             | Cimetière militaire allemand                                                                | Allemagne   | 3 017       | 1920             | 49° 25′ 23″ nord, 5° 42′ 16″ est |              |
| Pierrepont             | Nécropole nationale de Pierrepont                                                           | France      | 3 758       | 1920             | 49° 24′ 53″ nord, 5° 42′ 15″ est |              |
| Thiaucourt-Regniéville | Cimetière américain du Saillant de Saint-Mihiel (St. Mihiel American Cemetery and Memorial) | États-Unis  | 4 153       | 1920             | 48° 57′ 14″ nord, 5° 51′ 11″ est |              |

#### Meuse
| Commune                           | Cimetière                                                                            | Nationalité   | Inhumations | Date de création | Coordonnées                      | Illustration |
| --------------------------------- | ------------------------------------------------------------------------------------ | ------------- | ----------- | ---------------- | -------------------------------- | ------------ |
| Consenvoye                        | Cimetière militaire allemand de Consenvoye                                           | Allemagne     | 11 146      | 1920             | 49° 17′ 16″ nord, 5° 17′ 12″ est |              |
| Douaumont                         | Fort de Douaumont                                                                    | France        |             | 1884-1886        | 49° 13′ 00″ nord, 5° 26′ 20″ est |              |
| Douaumont Fleury-devant-Douaumont | Ossuaire de Douaumont, nécropole nationale, monument israélite et monument musulman, | France        | 16 142      | 1920             | 49° 12′ 30″ nord, 5° 25′ 25″ est |              |
| Douaumont                         | La Tranchée des baïonnettes                                                          | France        |             | 1920             | 49° 12′ 50″ nord, 5° 25′ 31″ est |              |
| Fleury-devant-Douaumont           | Stèle française des fusillés de Fleury                                               | France        |             | 2008             | 49° 11′ 21″ nord, 5° 27′ 37″ est |              |
| Lachalade                         | Nécropole nationale de La Forestière                                                 | France        | 2 005       | 1922             | 49° 10′ 03″ nord, 5° 00′ 09″ est |              |
| Lachalade                         | Ossuaire de la Haute-Chevauchée                                                      | France Italie | 10 000      | 1922             | 49° 11′ 21″ nord, 4° 59′ 39″ est |              |
| Les Éparges                       | Nécropole nationale du Trottoir                                                      | France        | 2 960       | 1920             | 49° 03′ 56″ nord, 5° 36′ 21″ est |              |
| Romagne-sous-Montfaucon           | Cimetière américain de Romagne-sous-Montfaucon et Monument américain de Montfaucon   | États-Unis    | 14 246      | 1918             | 49° 20′ 03″ nord, 5° 05′ 36″ est |              |
| Saint-Mihiel                      | Cimetière militaire allemand de Gobessart                                            | Allemagne     | 6 046       | 1914             | 48° 53′ 21″ nord, 5° 32′ 27″ est |              |
| Vauquois                          | Nécropole nationale de la Maize                                                      | France        | 4 368       | 1914             | 49° 09′ 58″ nord, 5° 24′ 20″ est |              |
| Verdun                            | Nécropole nationale du Faubourg-Pavé                                                 | France        | 4 246       | 1916             | 49° 11′ 44″ nord, 5° 04′ 31″ est |              |

#### Moselle
| Commune    | Cimetière                                                 | Nationalité | Inhumations | Date de création | Coordonnées                      | Illustration |
| ---------- | --------------------------------------------------------- | ----------- | ----------- | ---------------- | -------------------------------- | ------------ |
| Cutting    | Nécropole nationale de l'Esperance                        | France      | 813         | 1920             | 48° 50′ 26″ nord, 6° 50′ 06″ est |              |
| Lagarde    | Cimetière militaire allemand                              | Allemagne   |             | 1920             | 48° 41′ 30″ nord, 6° 42′ 40″ est |              |
| Lagarde    | Nécropole nationale de Lagarde                            | France      | 552         | 1920             | 48° 41′ 31″ nord, 6° 41′ 59″ est |              |
| Metz       | Nécropole nationale de Chambière                          | France      | 13 0815     | 1920             | 49° 08′ 03″ nord, 6° 11′ 40″ est |              |
| Morhange   | Cimetière militaire allemand de l'Hellenwald              | Allemagne   | 4 754       | 1920             | 48° 56′ 32″ nord, 6° 39′ 54″ est |              |
| Riche      | Nécropole nationale de Riche                              | France      | 2 585       | 1920             | 48° 54′ 21″ nord, 6° 37′ 48″ est |              |
| Sarrebourg | Nécropole nationale des prisonniers de guerre (1914-1918) | France      | 13 320      | 1922             | 48° 44′ 07″ nord, 7° 03′ 16″ est |              |

#### Haut-Rhin
| Commune                                              | Cimetière                                                                                          | Nationalité      | Inhumations | Date de création | Coordonnées                      | Illustration |
| ---------------------------------------------------- | -------------------------------------------------------------------------------------------------- | ---------------- | ----------- | ---------------- | -------------------------------- | ------------ |
| Hartmannswiller                                      | Cimetière militaire allemand des Uhlans                                                            | Allemagne        |             |                  | 47° 51′ 10″ nord, 7° 10′ 23″ est |              |
| Hartmannswiller Wattwiller Wuenheim Soultz-Haut-Rhin | Nécropole nationale française du Silberloch, monument national du Hartmannswillerkopf et sa crypte | France           |             |                  | 47° 51′ 32″ nord, 7° 09′ 04″ est |              |
| Lapoutroie                                           | Cimetière militaire allemand Kahn                                                                  | Allemagne        |             |                  | 48° 09′ 36″ nord, 7° 07′ 35″ est |              |
| Moosch                                               | Nécropole nationale de Moosch                                                                      | France           | 594         | 1921             | 47° 51′ 34″ nord, 7° 03′ 16″ est |              |
| Orbey                                                | Nécropole nationale du Wettstein                                                                   | France           | 3 538       | 1915             | 48° 05′ 18″ nord, 7° 07′ 04″ est |              |
| Orbey Hohrod                                         | Cimetière militaire allemand de Hohrod-Bärenstall                                                  | Allemagne        | 2 460       |                  | 48° 04′ 44″ nord, 7° 08′ 40″ est |              |
| Orbey Le Bonhomme                                    | Nécropole nationale du Wettstein                                                                   | France           | 3 538       | 1915             | 48° 08′ 54″ nord, 7° 06′ 21″ est |              |
| Soultzmatt                                           | Cimetière militaire roumain de Soulzmatt                                                           | Roumanie         |             |                  | 47° 57′ 22″ nord, 7° 12′ 56″ est |              |
| Stosswihr                                            | Cimetière militaire français Germania                                                              | France           |             |                  | 48° 02′ 22″ nord, 7° 03′ 31″ est |              |
| Wisches Grandfontaine Hersbach                       | Ensemble d'anciennes tombes allemandes et françaises                                               | France Allemagne |             |                  | 48° 31′ 00″ nord, 7° 10′ 38″ est |              |

#### Vosges
| Commune                  | Cimetière                                 | Nationalité | Inhumations | Date de création | Coordonnées                      | Illustration |
| ------------------------ | ----------------------------------------- | ----------- | ----------- | ---------------- | -------------------------------- | ------------ |
| Ban-de-Sapt              | Nécropole nationale de La Fontenelle      | France      | 1 384       | 1920             | 48° 20′ 05″ nord, 7° 00′ 02″ est |              |
| Saint-Benoît-la-Chipotte | Nécropole nationale du col de La Chipotte | France      | 1 899       | 1920             | 48° 22′ 15″ nord, 6° 45′ 56″ est |              |
| Saint-Dié-des-Vosges     | Nécropole nationale des Tiges             | France      | 2 608       | 1920             | 48° 17′ 12″ nord, 6° 55′ 29″ est |              |

### Hauts-de-France

#### Aisne
| Commune           | Cimetière                                                                                  | Nationalité                  | Inhumations | Date de création | Coordonnées                      | Illustration |
| ----------------- | ------------------------------------------------------------------------------------------ | ---------------------------- | ----------- | ---------------- | -------------------------------- | ------------ |
| Belleau           | Cimetière américain du bois Belleau                                                        | États-Unis                   | 3 599       | 1918             | 49° 04′ 46″ nord, 3° 17′ 29″ est |              |
| Braine            | Cimetière militaire danois de Braine                                                       | Danemark                     | 79          | 1920             | 49° 20′ 30″ nord, 3° 31′ 55″ est |              |
| Cerny-en-Laonnois | Nécropole nationale de Cerny-en-Laonnois Cimetière militaire allemand de Cerny-en-Laonnois | France Allemagne             | 12 676      | 1919             | 49° 26′ 31″ nord, 3° 39′ 56″ est |              |
| Craonnelle        | Nécropole nationale de Craonnelle                                                          | France                       | 3 994       | 1914             | 49° 25′ 56″ nord, 3° 46′ 23″ est |              |
| Effry             | Nécropole nationale d'Effry                                                                | Empire russe Belgique France | 685         | 1914             | 49° 55′ 27″ nord, 3° 58′ 53″ est |              |
| Le Sourd Lemé     | Nécropole nationale du Sourd                                                               | France Allemagne             | 2 093       | 1916             | 49° 51′ 20″ nord, 3° 44′ 02″ est |              |
| Oulchy-le-Château | Monument des Fantômes de la Butte de Chalmont                                              | France                       |             | 1932             | 48° 29′ 49″ nord, 6° 31′ 10″ est |              |
| Saint-Quentin     | Cimetière militaire allemand de Saint-Quentin                                              | Allemagne                    | 8 229       | 1914             | 48° 29′ 49″ nord, 6° 31′ 10″ est |              |
| Veslud            | Cimetière militaire allemand de Veslud                                                     | Allemagne                    | 1 704       | 1917             | 49° 31′ 57″ nord, 3° 44′ 04″ est |              |

#### Nord
| Commune    | Cimetière                                                                                    | Nationalité                            | Tombes | Date de création | Coordonnées                      | Illustration |
| ---------- | -------------------------------------------------------------------------------------------- | -------------------------------------- | ------ | ---------------- | -------------------------------- | ------------ |
| Assevent   | Nécropole nationale d'Assevent                                                               | Allemagne France                       | 1 819  | 1916             | 50° 17′ 30″ nord, 4° 01′ 07″ est |              |
| Cambrai    | Cimetière militaire allemand de Cambrai et Cambrai East Military Cemetery                    | Allemagne Russie Royaume-Uni           | 124    | 1917             | 50° 06′ 13″ nord, 3° 08′ 27″ est |              |
| Doignies   | Louverval Military Cemetery et Mémorial de Louverval                                         | Australie Royaume-Uni Nouvelle-Zélande | 124    | 1917             | 50° 00′ 49″ nord, 3° 00′ 55″ est |              |
| Fromelles  | Cimetière militaire du Commonwhealt "Pheasant Wood Military Cemetery"                        | Australie Royaume-Uni                  | 250    |                  | 50° 36′ 22″ nord, 2° 51′ 03″ est |              |
| Fromelles  | Cimetière militaire du Commonwealth et Memorial australien "V.C. Corner Australian Cemetery" | Australie                              | 410    |                  | 50° 37′ 10″ nord, 2° 50′ 01″ est |              |
| Le Quesnoy | Le Quesnoy Communal Cemetery Extension                                                       | Royaume-Uni Nouvelle-Zélande           | 198    |                  | 50° 14′ 21″ nord, 3° 38′ 01″ est |              |

#### Oise
| Commune    | Cimetière                                                                   | Nationalité      | Inhumations | Date de création | Coordonnées                      | Illustration |
| ---------- | --------------------------------------------------------------------------- | ---------------- | ----------- | ---------------- | -------------------------------- | ------------ |
| Compiègne  | Nécropole nationale de Compiègne -Royallieu                                 | France           | 3 257       | 1921             | 49° 24′ 54″ nord, 2° 49′ 23″ est |              |
| Cuts       | Nécropole nationale de Cuts                                                 | France           | 3 296       | 1920             | 49° 31′ 55″ nord, 3° 06′ 02″ est |              |
| Thiescourt | Nécropole nationale française et cimetière militaire allemand de Thiescourt | France Allemagne | 2 365       | 1920             | 49° 34′ 07″ nord, 2° 53′ 08″ est |              |

#### Pas-de-Calais
| Commune              | Cimetière                                                                               | Nationalité        | Inhumations | Date de création | Coordonnées                      | Illustration |
| -------------------- | --------------------------------------------------------------------------------------- | ------------------ | ----------- | ---------------- | -------------------------------- | ------------ |
| Ablain-Saint-Nazaire | Nécropole nationale de Notre-Dame-de-Lorette                                            | France             | 44 833      | 1925             | 50° 24′ 04″ nord, 2° 43′ 10″ est |              |
| Arras                | Faubourg d'Amiens British Cemetery, The Arras Mémorial And The Flying Services Mémorial | Royaume-Uni        | 2 679       |                  | 50° 17′ 14″ nord, 2° 45′ 35″ est |              |
| Etaples-sur-Mer      | Cimetière militaire d'Étaples                                                           | Royaume-Uni Canada | 11 517      | 1922             | 50° 29′ 09″ nord, 1° 37′ 23″ est |              |
| Givenchy-en-Gohelle  | Mémorial de Vimy                                                                        | Canada             |             | 1936             | 50° 22′ 47″ nord, 2° 46′ 23″ est |              |
| Loos-en-Gohelle      | Dud Corner Cemetery                                                                     | Royaume-Uni        |             |                  | 50° 27′ 38″ nord, 2° 46′ 17″ est |              |
| Neuville-Saint-Vaast | Canadian Cemetery N°2                                                                   | Canada Royaume-Uni | 2 966       | 1917             | 50° 22′ 40″ nord, 2° 45′ 48″ est |              |
| Neuville-Saint-Vaast | Cimetière militaire du Commonwealth "Givenchy Road Canadian Cemetery"                   | Canada             | 117         | 1917             | 50° 22′ 33″ nord, 2° 45′ 33″ est |              |
| Neuville-Saint-Vaast | Nécropole nationale de la Targette                                                      | France             | 12 211      | 1919             | 50° 21′ 00″ nord, 2° 44′ 47″ est |              |
| Neuville-Saint-Vaast | Cimetière militaire allemand de Neuville-Saint-Vaast                                    | Allemagne          | 44 833      | 1919             | 50° 20′ 34″ nord, 2° 45′ 15″ est |              |
| Neuville-Saint-Vaast | Monument à la compagnie Nazdar et cimetière tchécoslovaque                              | Tchécoslovaquie    | 206         | 1925             | 50° 21′ 57″ nord, 2° 44′ 39″ est |              |
| Richebourg           | Mémorial de Neuve-Chapelle                                                              | Inde               |             |                  | 50° 34′ 30″ nord, 2° 46′ 29″ est |              |
| Richebourg           | Cimetière militaire portugais de Richebourg                                             | Portugal           | 1 831       |                  | 50° 34′ 25″ nord, 2° 46′ 33″ est |              |
| Thélus               | Lichfield Crater                                                                        | Royaume-Uni        | 57          | 1917             | 50° 21′ 34″ nord, 2° 46′ 36″ est |              |
| Wimereux             | Wimereux Communal Cemetery                                                              | Royaume-Uni        | 3 038       |                  | 50° 21′ 34″ nord, 2° 46′ 36″ est |              |

#### Somme
| Commune                      | Cimetière                                                                  | Nationalité                                                  | Inhumations | Date de création | Coordonnées                      | Illustration |
| ---------------------------- | -------------------------------------------------------------------------- | ------------------------------------------------------------ | ----------- | ---------------- | -------------------------------- | ------------ |
| Beaumont-Hamel Auchonvillers | Mémorial terre-neuvien de Beaumont-Hamel                                   | Royaume-Uni Canada                                           | 474         | 1921             | 50° 04′ 55″ nord, 2° 39′ 00″ est |              |
| Bouchavesnes-Bergen          | Rancourt British Cemetery                                                  | Royaume-Uni                                                  | 96          |                  | 49° 59′ 53″ nord, 2° 54′ 35″ est |              |
| Fouilloy                     | Mémorial national australien de Villers-Bretonneux                         | Royaume-Uni                                                  | 2 142       |                  | 49° 53′ 12″ nord, 2° 30′ 41″ est |              |
| Longueval                    | Mémorial national sud-africain du bois Delville                            | Afrique du Sud Australie Canada Nouvelle-Zélande Royaume-Uni | 5 523       |                  | 50° 01′ 34″ nord, 2° 48′ 15″ est |              |
| Louvencourt                  | Cimetière militaire britannique de Louvencourt                             | Royaume-Uni                                                  | 227         | 1914             | 50° 05′ 21″ nord, 2° 30′ 13″ est |              |
| Noyelles-sur-Mer             | Cimetière chinois de Nolette                                               | Chine                                                        | 849         | 1921             | 50° 11′ 09″ nord, 1° 43′ 21″ est |              |
| Ovillers-la-Boisselle        | Mémorial de Pozières                                                       | Royaume-Uni Canada Australie                                 | 2756        | 1916             | 50° 02′ 03″ nord, 2° 42′ 54″ est |              |
| Rancourt Bouchavesnes-Bergen | Nécropole nationale de Rancourt                                            | France                                                       | 8566        | 1923             | 49° 59′ 53″ nord, 2° 41′ 08″ est |              |
| Rancourt                     | Cimetière militaire allemand de Rancourt                                   | Allemagne                                                    | 11 422      | 1919             | 49° 59′ 48″ nord, 2° 54′ 17″ est |              |
| Thiepval Authuille           | Mémorial de Thiepval et Cimetière militaire franco-britannique de Thiepval | Royaume-Uni France                                           | 600         | 1928             | 50° 03′ 02″ nord, 2° 41′ 09″ est |              |
| Thiepval                     | Cimetière militaire britannique de la route du moulin (Thiepval)           | Royaume-Uni                                                  | 1 304       | 1917             | 50° 03′ 39″ nord, 2° 41′ 01″ est |              |

### Île-de-France

#### Seine-et-Marne
| Commune                | Cimetière                                                                | Nationalité | Inhumations | Date de création | Coordonnées                      | Illustration |
| ---------------------- | ------------------------------------------------------------------------ | ----------- | ----------- | ---------------- | -------------------------------- | ------------ |
| Chauconin-Neufmontiers | Nécropole nationale de Chauconin-Neufmontiers (Grande Tombe de Villeroy) | France      |             |                  | 48° 58′ 48″ nord, 2° 48′ 03″ est |              |